# Victor Gustave Robin
Victor Gustave Robin (17 mai 1855 à Paris 4e arrondissement- 20 novembre 1897, dans son appartement du 19 quai Bourbon à Paris) était un mathématicien français,, professeur de mathématiques appliquées à la Sorbonne. Il a aussi travaillé dans le domaine de la physique, plus particulièrement en thermodynamique et sur la théorie du potentiel. Ses travaux ont été couronnés par deux fois (1893 et 1897) du prix Francœur de l’Académie des Sciences et du Prix Poncelet (1895).
Bien qu'il ne s'en soit jamais servi, Robin est connu pour les conditions aux limites de Robin, aussi appelées « troisième condition » en référence aux conditions au bord de Dirichlet et de Neumann, habituellement considérées comme les première et seconde conditions en théorie du potentiel.